# Berghausen (Altmannstein)
Berghausen je místní část městysu Altmannstein v hornobavorském zemském okrese Eichstätt.

## Poloha
Sídliště Berghausen je tzv. Kirchdorf, vesnice s kostelem, který zajišťuje náboženskou obsluhu místních obyvatel. Kostelní vesnice je sídlištní typ, rozšířený v Bavorsku a Rakousku. Berghausen se nachází na náhorní plošině jihovýchodního úpatí pahorkatiny Franská Alba v nadmořské výšce 430-440 metrů, asi jeden kilometr severně od městysu Altmannstein (Markt Altmannstein), jehož je částí. Přes vesnici vede silnice Altmannstein - Hexenagger.

## Historie
Berghausen byl poprvé zmíněn v listině z roku 972 jako "Perchusa". V roce 1030 zde byl postaven kostel zasvěcený svatému Mikuláši z Myry. Ve 13. století je doložen místní šlechtic jménem Ulrich de Perchusa. V polovině 15. století, poté, co byla obec asi 250 let v držení kláštera svatého Emmerama v Řezně, přešla do majetku rodu von Hechsenagger. Tento šlechtický rod byl majitelem blízkého hradu Hexenhagger a je doložen v období 928-1480. Poté se na hradě vystřídalo několik majitelů nebo držitelů léna. Ve Třicetileté válce byl hrad pobořen. Posléze byl rodem von Muggenthal přestavěn na zámek.
Od územní reformy v Bavorsku, která vstoupila v platnost 1. ledna 1972, patří Berghausen k městysu Altmannstein. Předtím byla obec samostatnou obcí. V roce 1983 se v obci nacházelo 15 usedlostí s 93 obyvateli.

## Kostel
Katolický kostel svatého Mikuláše, filiální kostel fary v Sollernu, je malá stavba, která byla přestavěna kolem roku 1760 s využitím zdí lodi starší církevní stavby. Je vybaven pozoruhodnou nástropní malbou, která je řešena jako votivní obraz a zobrazuje Marii uctívanou různými světci. Byla namalována v roce 1764 na objednávku sedláka Andrease Zieglmayra. Novorenesanční oltáře kostela byly postaveny v 19. století. Lektorský kříž se svatým Šebestiánem a offertorium jsou dílem Johanna Georga Günthera staršího (1704-1783).

## Další památky
Jihozápadně od obce, u silnice do Sollernu, stojí u cesty kaplička z 19. století.